# Heliomaster longirostris
Colibri-de-bico-comprido, bico-reto-cinzento ou bico-direito-cinzento (Heliomaster longirostris) é um beija-flor que ocorre do sul do México ao Panamá, do sul e leste da Colômbia à Bolívia e Brasil, e em Trindade. Está presente nas Américas Central e do Sul e é uma espécie incomum, mas dispersa, que parece ser um migrante local ou sazonal, embora seus movimentos não sejam bem compreendidos.

## Descrição
O bico-reto-cinzento tem 10,2 cm de comprimento e pesa 6,8 g, em média. O bico preto é reto e muito comprido, com cerca de 3,5 cm. O macho tem as partes superiores verde-bronze, uma coroa azul, garganta com listra branca e avermelhada. As partes inferiores são cinzentas, com sombreamento para branco nos flancos e no meio da barriga, e a cauda é principalmente preta. A fêmea é similar, mas possui a coroa verde e a garganta bordeada em roxo.
O bico-reto-cinzento se alimenta de néctar, tirado de uma variedade de flores, e alguns insetos. O canto desta espécie enquanto se alimenta é um weet leve.

## Subespécies
São reconhecidas três subespécies:
- Heliomaster longirostris longirostris: leste da Costa Rica à Bolívia e Brasil; Trindade;
- Heliomaster longirostris pallidiceps: sul do México tropical à Nicarágua;
- Heliomaster longirostris albicrissa: oeste tropical do Equador e noroeste do Peru.

## Habitat
Este beija-flor habita florestas e é geralmente visto em clareiras, mas às vezes visita jardins. A fêmea do bico-reto-cinzento põe dois ovos em um pequeno ninho em forma de tigela, feito em uma árvore.

## Galeria

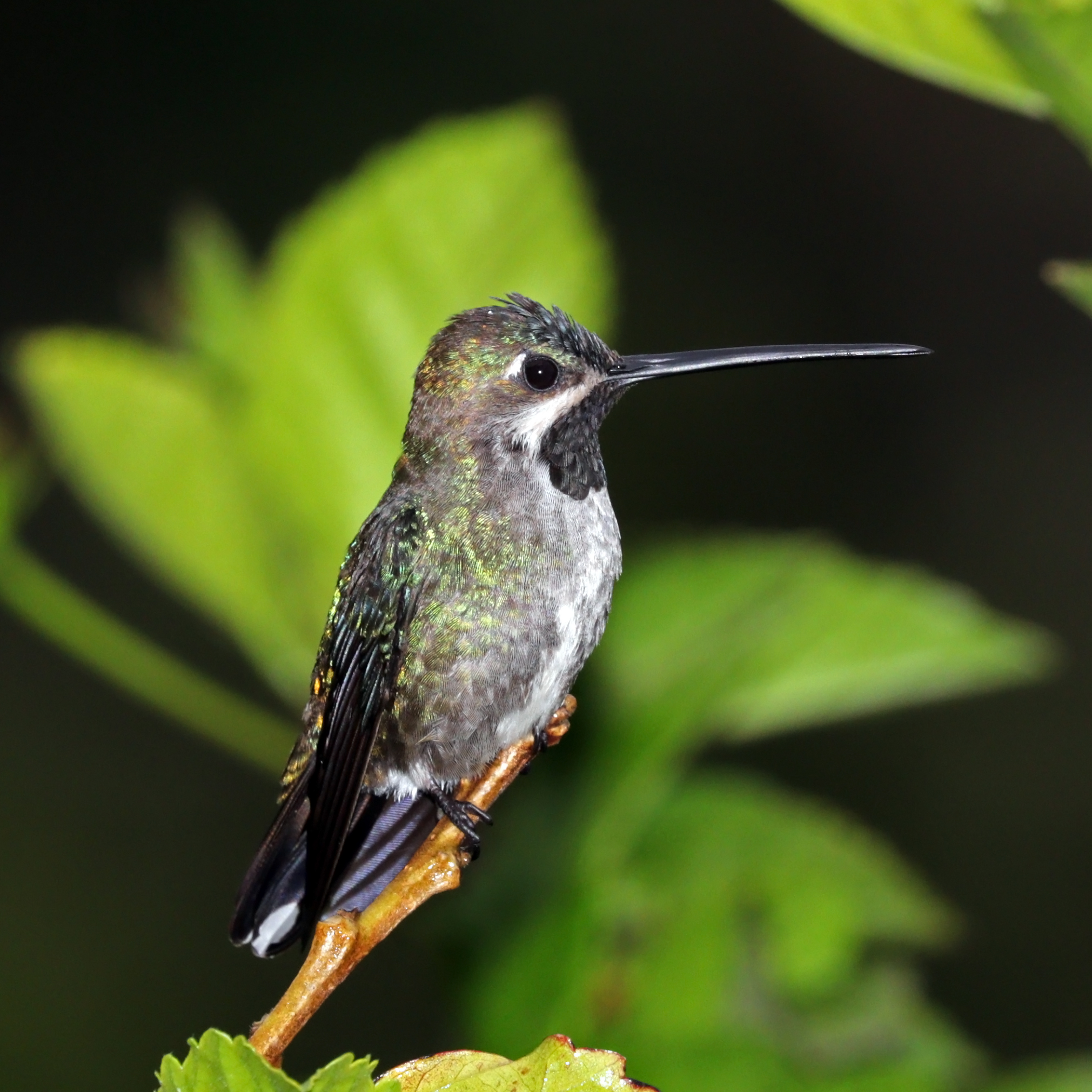
Macho, Panamá
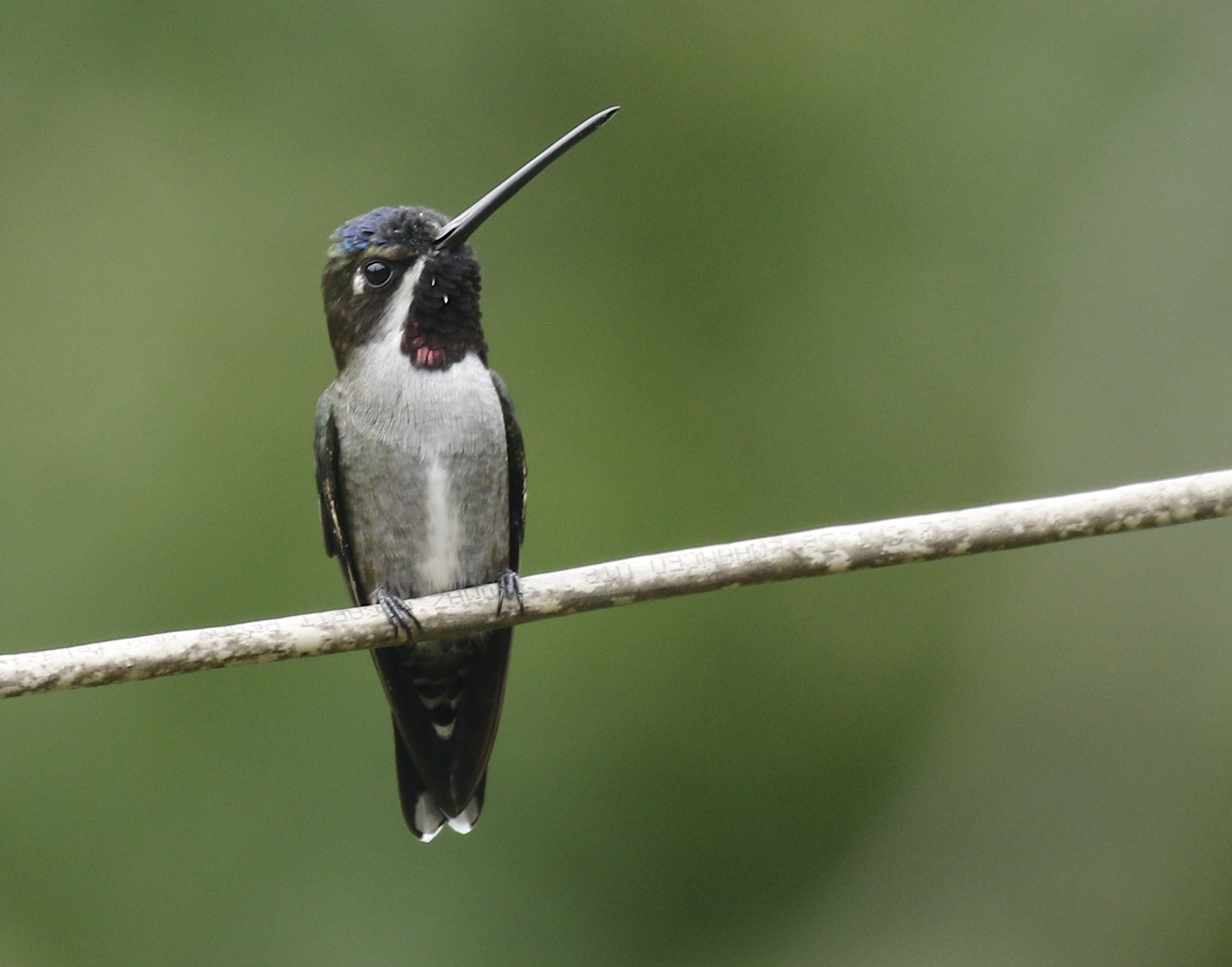
Fêmea - Morti, Panamá
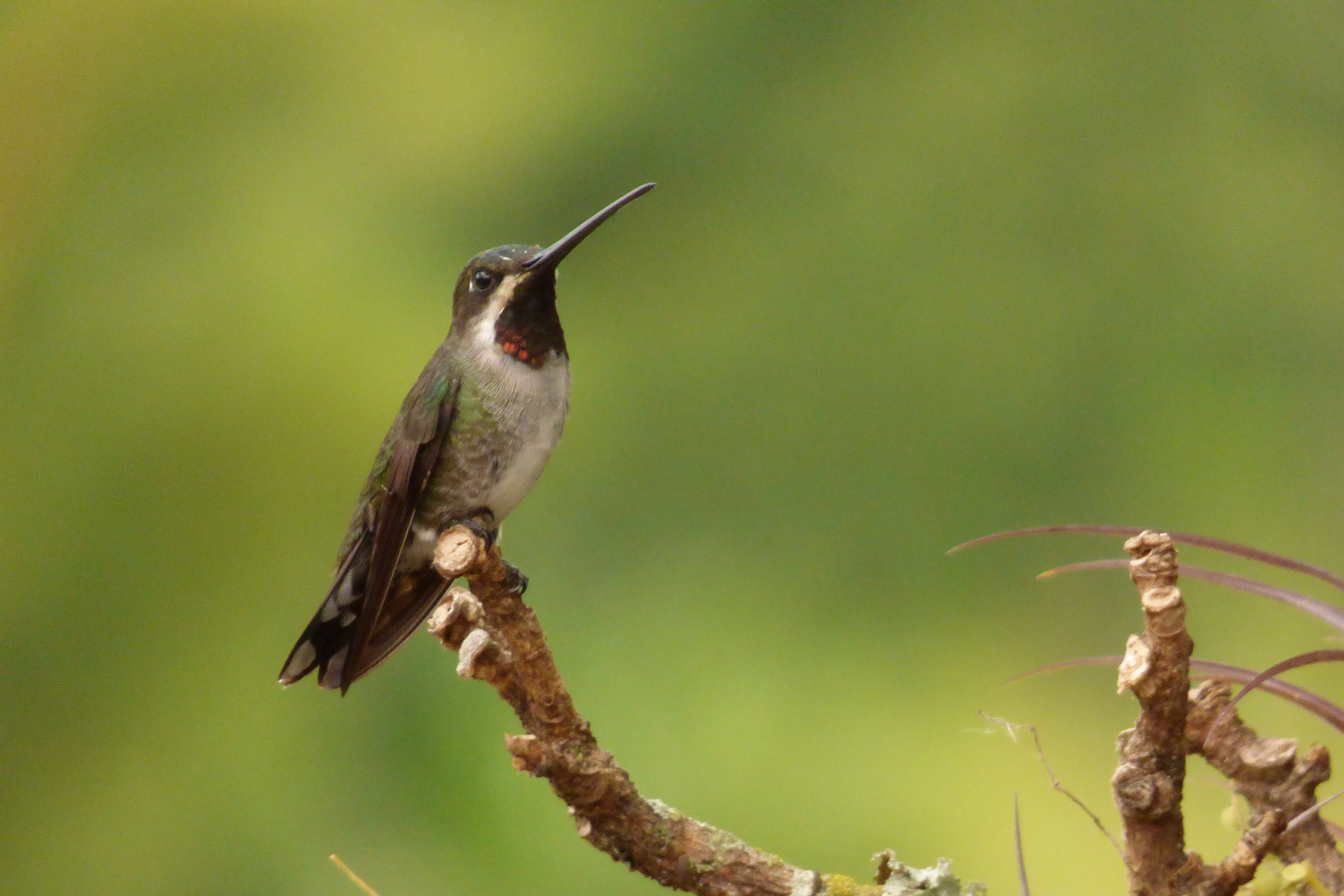
Macho